# گومورا (فیلم)
گومورّا (ایتالیایی: Gomorra) فیلمی در ژانر جنایی و درام به کارگردانی ماتئو گارونه است که در سال ۲۰۰۸ منتشر شد. از بازیگران آن می‌توان به تونی سرویلو اشاره کرد.
این فیلم که بر اساس کتابی با همین نام اثرِ روبرتو ساویانو، روزنامه‌نگار ایتالیایی، ساخته شده، توانست جایزهٔ بزرگ جشنوارهٔ فیلم کن را از آنِ خود کند.

## نقد
گومورا نقدهای تحسین‌آمیز گسترده‌ای را دریافت کرد. فیلم از مجموع آرای قرار داده شده بر روی وبسایت راتن تومیتوز توانست ۹۱٪ آرای مثبت به دست آورد.
این فیلم در سایت متاکریتیک توانست امتیاز ۸۷ از ۱۰۰ را کسب کند که به معنی تحسین جهانی اثر می‌باشد.